# Zahed Salem
Zahed Salem, auch Zahed Mohamed, (arabisch زاهد محمد, DMG Zāḥed Mohammed; * 24. Juni 1992 in Alexandria) ist ein ägyptischer Squashspieler.

## Karriere
Zahed Salem begann seine professionelle Karriere im Jahr 2009 und gewann bislang acht Turniere auf der PSA World Tour. Seine höchste Platzierung in der Weltrangliste erreichte er mit Rang 14 im März 2019. Bei seinem Weltmeisterschafts-Debüt im Jahr 2013 gelang ihm direkt die Qualifikation für das Hauptfeld, dort unterlag er in der ersten Runde dem späteren Weltmeister Nick Matthew glatt in drei Sätzen.

## Erfolge
- Gewonnene PSA-Titel: 8